# Fauriella robustiuscula
Fauriella robustiuscula är en bladmossart som beskrevs av Brotherus 1924. Fauriella robustiuscula ingår i släktet Fauriella och familjen Theliaceae. Inga underarter finns listade i Catalogue of Life.